# Cassida hemisphaerica
Cassida hemisphaerica är en skalbaggsart som beskrevs av Herbst 1799. Cassida hemisphaerica ingår i släktet Cassida, och familjen bladbaggar. Arten är reproducerande i Sverige.